# Подольски, Аттила
Аттила Подольски (венг. Podolszki Attila, р.9 октября 1964) — венгерский борец вольного стиля, призёр чемпионатов Европы.

## Биография
Родился в 1946 году в Будапеште. В 1987 году занял 12-е место на чемпионате мира. В 1988 году стал серебряным призёром чемпионата Европы, а кроме того принял участие в Олимпийских играх в Сеуле, но наград там не завоевал. В 1989 году занял 5-е место на чемпионате Европы, и 10-е — на чемпионате мира. В 1991 году занял 6-е место на чемпионате Европы.